# Sachin Yadav
Sachin Yadav (Hindi सचिन यादव; * 25. Oktober 1999) ist ein indischer Leichtathlet, der sich auf den Speerwurf spezialisiert hat.

## Sportliche Laufbahn
Erste internationale Erfahrungen sammelte Sachin Yadav im Jahr 2025, als er bei den Asienmeisterschaften in Gumi mit einer Weite von 85,16 m auf Anhieb die Silbermedaille hinter dem Pakistaner Arshad Nadeem gewann.